# August Luchs

August Luchs

August Luchs (* 6. März 1849 in Wilhermsdorf; † 25. April 1938 in Erlangen) war ein deutscher Klassischer Philologe.

## Leben
In Wilhermsdorf aufgewachsen, musste er als Zehnjähriger das Elternhaus verlassen, um in Nürnberg das Gymnasium zu besuchen. Obwohl sein Vater während seiner Schulzeit starb, erwarb er sein Abitur als Bester seines Jahrgangs und erhielt die Goldene Preismedaille. 1868 wurde er Mitglied der Burschenschaft Germania zu Würzburg. Während seiner Studienzeit an der Universität Würzburg musste er seinen Lebensunterhalt durch Privatunterricht finanzieren. Seine Lehrer waren Ludwig von Urlichs, Matthias von Lerer und Wilhelm Studemund, wobei letzterer ihn so stark beeinflusste, dass er ihm sogar 1870 nach Greifswald folgte und dort 1872 mit der Arbeit Zu Plautus bei ihm promovierte. Als Studemund 1872 nach Straßburg berufen wurde, folgte ihm Luchs auch dorthin und habilitierte sich 1874 mit einer Schrift über die lateinischen Pronomina. Kurz darauf gewann er mit einer Arbeit über das Geschichtswerk des Titus Livius einen Preis der Charlotten-Stiftung für Philologie in Höhe von 6000 Mark, was ihm finanzielle Unabhängigkeit verschaffte. So war es ihm möglich in Italien, England und Frankreich Liviushandschriften der dortigen Bibliotheken zu untersuchen. Das Ergebnis dieser Studien war schließlich 1879 die Ausgabe der Bücher 26 bis 30 des Livius. Für die Philosophische Fakultät der Universität Erlangen war diese außergewöhnliche Leistung der Grund, ihn als Lehrstuhlinhaber und Nachfolger Eduard Wölfflins vorzuschlagen und so wurde Luchs vom Ministerium zum 1. April 1880 als ordentlicher Professor der Klassischen Philologie und 2. Direktor des Philologischen Seminars berufen. Seine Kollegen waren zunächst Iwan von Müller, nach dessen Weggang er 1893 zum ersten Direktor des Seminars wurde, und der Privatdozent Ferdinand Heerdegen, mit dem ihn bald eine tiefe Freundschaft verband. Später folgten Adolf Römer und nach dessen Tod Otto Stählin. 1910 wurde Luchs zum Geheimen Hofrat ernannt. Im Alter von 70 Jahren ließ er sich von der Verpflichtung zum Abhalten von Vorlesungen entbinden und überließ am 1. April 1920 seinen Lehrstuhl Alfred Klotz.
Luchs’ Vorlesungen umfassten die Geschichte der römischen Literatur, das römische Staats- und Privatleben, die historische lateinische Grammatik sowie die römischen Dichter Horaz, Plautus und Juvenal. Aber auch griechische Metrik und griechische Schriftsteller wurden von ihm behandelt.
1892 wurde er zum korrespondierenden Mitglied der Bayerischen Akademie der Wissenschaften gewählt.

## Schriften (Auswahl)
- Commentationes prosodiacae Plautinae. 1883
- De Horati carm. II 6 commentatio. Junge, 1888
- Zu Plautus. 1872
- Emendationum Livianarum. Junge, 1881
- De Sigismundi Gelenii codice Liviano spirensi commentatio. Junge, 1890